# Fredrik Hjort
Isak Fredrik Hjalmar Hjort, född 21 november 1868 i Eftra församling, Hallands län, död 14 oktober 1941 i Göteborg, var en svensk kyrkomusiker och kompositör.

## Biografi
Fredrik Hjort föddes 1868 i Eftra socken. Han var son till organisten Carl Petter Hultstedt i Eftra och Gustava Fredrika Hjort. Hjort läste vid Musikkonservatoriet i Stockholm och avlad 1891 organistexamen, 1892 kantorsexamen och 1892 musiklärarexamen. Han avlade även examen i kontrapunkt och komposition 1892, samt pianostämning 1892. Hjort blev 1892 musiklärare i Umeå och 1892 organist i Umeå stadsförsamling. Därefter flyttade han 1896 till Göteborg och blev musiklärare vid Högre Latinläroverket. Under 1899 gjorde han en musikstudieresa till Tyskland, där han bland annat besökte städerna Dresden, Leipzig och Berlin. Han blev 1908 organist och kantor i Vasa församling.
Hjort blev 1911 förste förbundsdirigent i Göteborgs och Bohusläns sångarförbund och fick 1921 Svenska sångarförbundets förtjänstmedalj.
Han arbetade vid Högre Latinläroverket fram till sin pensionering 1930..

### Familj
Hjort var gift med Sigrid Anna Maria Stenberg, dotter till fabrikören Daniel Stenberg och Emma Söderström. De fick tillsammans barnen Ella Maria Gustava Hjort (född 1903), Greta Kristina Fredrika Hjort (född 1907), Elin Emma Elvira Hjort (född 1909) och Sigrid Ingegärd Gunilla Hjort (född 1913).

## Utmärkelser
- 1921: Svenska sångarförbundets förtjänstmedalj.[6]

## Kompositioner (urval)
- Kantat, till invigningen av Vasakyrkan, Göteborg[7]
- Havets blåa bölja (eller Sång till Halland)[7][8]
- Folkvisa ur Värmländingarne[9]
- När jul går in. (Organistens favoritalbum 1916.)
- Fyra visor, komponerade 1904.